# Ob
 For alternative betydninger, se OB (flertydig). (Se også artikler, som begynder med OB)
Ob (russisk: Обь) er den største flod i Vestsibirien 3.760 km lang. Floden udspringer i Altajbjergene og udmunder i den 800 km lange Obbugt i Karahavet.